# Charles Bachman
Pour les articles homonymes, voir Bachman.
Charles William Bachman III, né le 11 décembre 1924 à Manhattan dans le Kansas et mort le 13 juillet 2017 à Lexington dans le Massachusetts, est informaticien américain, pionnier dans le domaine des bases de données et des réseaux informatiques.
On lui doit le concept du SGBD moderne (architecture Ansi-Sparc), le premier SGBD moderne (IDMS-2), le modèle de données réseau (CODASYL) et le modèle de communication réseau OSI.

## Biographie
Charles Bachman a reçu le prix Turing en 1973 pour ses contributions sur les technologies des bases de données. Il a été élu en tant que camarade distingué de la British Computer Society en 1977 pour son important travail dans les systèmes de base de données.
Contrairement aux autres lauréats du prix Turing, Charles Bachman n'a pas travaillé dans le milieu universitaire mais a passé sa carrière entière en tant que chercheur industriel.
Il a commencé à travailler en 1950 dans l'entreprise Dow Chemical jusqu'à devenir chef du service informatique. Il quitte Dow Chemical en 1960 pour rejoindre General Electric où il développe un IDS (Integrated Data Store) qui sera l'un des premiers systèmes de gestion de base de données. Il travaille conjointement avec Weyerhaeuser Lumber et développe le premier accès multiprogrammation à la base de données IDS. Plus tard il développe « Databasic » un produit qui permet au langage Basic d'avoir accès à la base de données et qui est utilisé par le système Pick et les SGBDR multivalués apparentés.
Il passe les années 1970 au sein du groupe informatique américain Honeywell, au sein duquel il mène les négociations avec les équipes américaines de Phoenix, en particulier John Couleur et les équipes françaises de la  Compagnie internationale pour l'informatique, lors de l'harmonisation et du développement des gammes des deux groupes après la fusion de 1975 entre les deux groupes. Il est l'un des architectes de la normalisation ISO, puis DSA et ISO/DSA, aux côtés de Michaël Canepa, qu'il conseille et au même titre que le Français Hubert Zimmermann, chercheur à l'INRIA et proche de la  Compagnie internationale pour l'informatique, efforts qui sont récompensés en 1978.
Plus tard, il rejoint une plus petite société, les systèmes d'information de Cullinane (plus tard appelée Cullinet), qui proposait une version des identifications appelée IDMS et qui tournait sur les mainframes d'IBM.
En 1983, il a fondé Bachman Information Systems, Inc. qui a développé une ligne de produits assistés par ordinateur de CAS de technologie de la programmation. La pièce maîtresse de ces produits était l'analyste de BACHMAN/Data, qui a fourni l'appui graphique à la création et à l'entretien des diagrammes de Bachman de diagrammes de structure de données. Elle a été décrite dans le programme de commercialisation de cycle de réingénierie d'IBM : combinant
1. la rétro-ingénierie des bases de données obsolètes,
2. la modélisation des données,
3. la technologie vers l'avant de nouvelles bases de données physiques, et
4. l'optimisation des conceptions de base de données physiques pour l'exécution et les détails du système de gestion de bases de données.

Il est connu pour avoir eu des discussions houleuses avec le Dr Edgar F. Codd, qui a favorisé les bases de données modèles apparentées par rapport aux approches de navigation de base de données claironnées par Bachman.

## Charles Bachman et le modèle de données en réseau CODASYL
Le Conference On DAta SYstems Languages (CODASYL ), en français « Conférence sur les langages de systèmes de traitement de données » est l'organisme américain de codification des systèmes de bases de données. Il a publié en 1959 les spécifications du langage COBOL. Par la suite, ses travaux entre 1974 et 1981 ont donné naissance au modèle navigationnel de SGBD (opposé au modèle hiérarchique largement promu par IBM). 
En 1965, le CODASYL a constitué un groupe de travail chargé de développer les extensions du langage COBOL qui permettront de manipuler des données en préservant l'indépendance entre les applications et les périphériques de stockage. La contribution de Charles Bachman revient à la logique de chaînes de données et de pointeurs mise notamment en œuvre dans le système IDS. 
En 1967, ce groupe de travail s'est rebaptisé « Data Base Task Group » (DBTG) qui publiait notamment « COBOL extensions to handle data bases » (extensions de COBOL pour manipuler des données).
En octobre 1969, le DBTG publie alors les premières spécifications du modèle de bases de données réseau qui prendra très vite le nom de modèle de données CODASYL et les diagrammes de Bachman devinrent un standard de représentation en matière de conception et de modélisation des bases de données.